# Señorío de Sonseca
El señorío de Sonseca es un título nobiliario español otorgado por Felipe IV de España, en fecha desconocida de 1650, a favor de Duarte Fernández de Acosta.

## Denominación
Su denominación hace referencia a la villa y municipio de Sonseca, en la provincia de Toledo.

## Historia de los señores de Sonseca
- Duarte Fernández de Acosta, i señor de Sonseca.

Rehabilitado en fecha desconocida por rey desconocido a favor de: 
- Luis Beltrán de Lis y Espinosa de los Monteros, ii señor de Sonseca.

Le sucedió su sobrino materno:
- Santiago García y Beltrán de Lis, iii señor de Sonseca.[3]

Le sucedió su hijo:
- Santiago García y Janini, iv señor de Sonseca.[4]

Le sucedió su hijo:
- Santiago García y Boscá, v señor de Sonseca el 14 de abril de 1980.[5]